# Dólar Gobrecht
El dólar Gobrecht, acuñado de 1836 a 1839, fue la primera moneda de valor facial de un dólar de plata en ser emitida para la circulación por la Casa de Moneda de los Estados Unidos, desde que la producción de esta denominación se detuvo oficialmente en 1806 (los últimos dólares de plata se acuñaron en 1804, pero con fecha de 1803). La moneda se emitió en pequeñas cantidades para determinar si el dólar de plata reintroducido tendría buena recepción del público.
En 1835, con la renuncia del director de la Casa de Moneda, Samuel Moore, Robert Maskell Patterson asumió la dirección. Poco después, Patterson planeó rediseñar las monedas nacionales. Luego de que el grabador en jefe, William Kneass, sufriera un accidente cerebrovascular ese mismo año, Christian Gobrecht fue contratado como grabador. El 1 de agosto, Patterson escribió una carta al artista de Filadelfia Thomas Sully, en donde expuso su proyecto para una nueva moneda de un dólar. También le pidió al naturalista Titian Peale que diseñara la moneda. Sully creó un diseño en el anverso que muestra una representación de la Libertad sentada y Peale se encargó del reverso, el cual representa un águila calva alzando vuelo. Después de que se crearon los diseños y se realizaron las pruebas, la producción de los troqueles comenzó en septiembre de 1836.
Después de que una pequeña emisión fuera puesta en circulación, la Casa de Moneda recibió quejas sobre el lugar prominente del nombre de Gobrecht en el dólar, y el diseño se modificó para incorporar su nombre en una posición menos visible. En enero de 1837, el estándar legal para el porcentaje de metales preciosos en monedas de plata se cambió de 89,2 % a 90 %, y los dólares Gobrecht acuñados después de esta variación reflejaron el cambio. En total, 1900 dólares Gobrecht fueron acuñados durante la producción oficial. La fabricación del dólar Libertad sentada, que utilizaba el mismo diseño del anverso que el dólar Gobrecht, comenzó a producirse en 1840. En la década de 1850, los funcionarios de la ceca volvieron a emitir las monedas sin autorización.

## Antecedentes

### Dólar de 1804

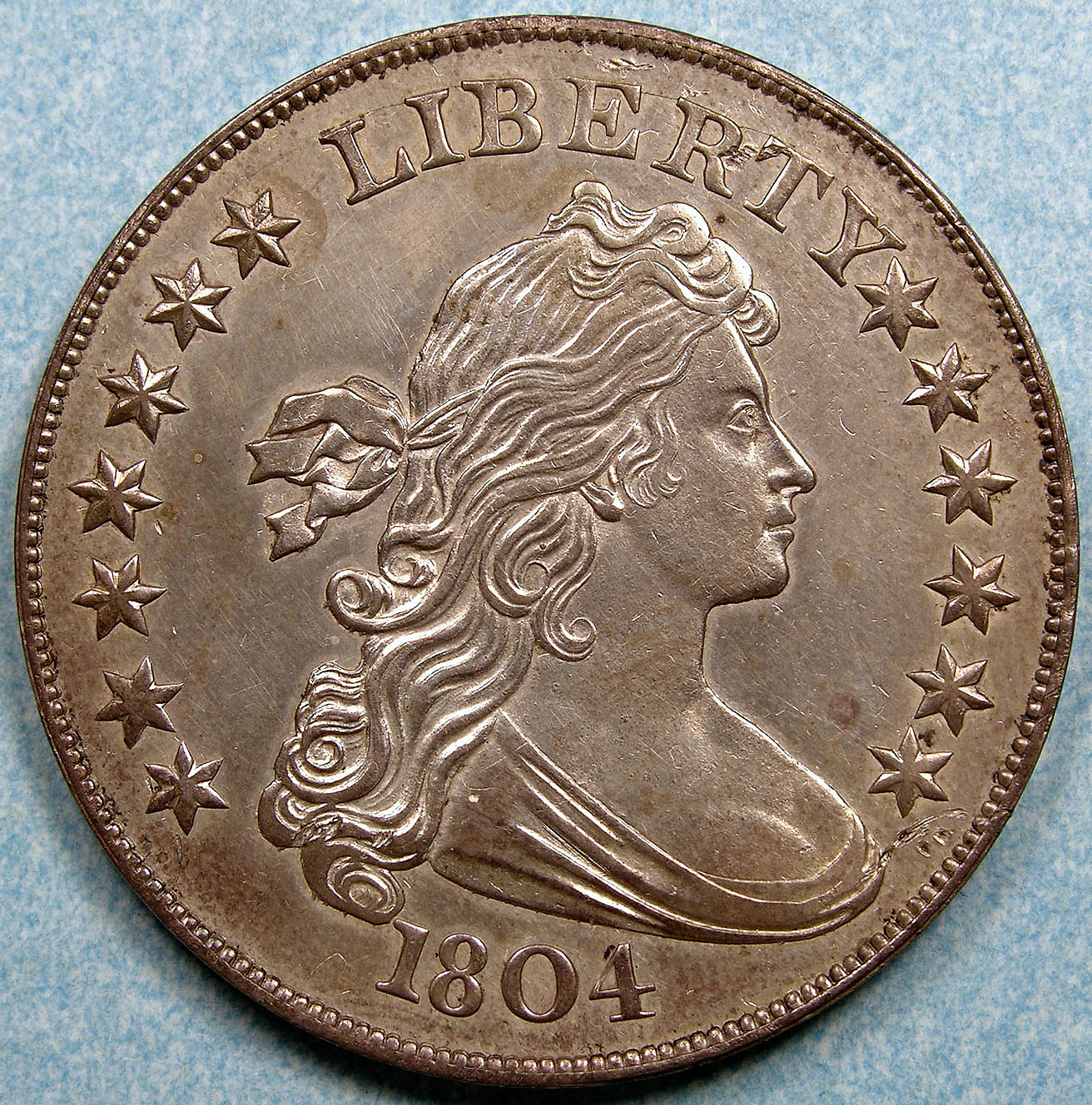
Dólar de 1804, clase I

Los primeros dólares de plata acuñados por la Casa de Moneda de los Estados Unidos se emitieron en 1794. En 1804, la Casa de Moneda finalizó extraoficialmente la producción de dólares de plata, pues muchas de las monedas producidas desde su emisión se exportaron por su contenido de plata al Asia Oriental, especialmente a Cantón (China). En 1806, el entonces Secretario de Estado, James Madison, emitió una orden para detener oficialmente la acuñación de las monedas. En 1831, el director de la Casa de Moneda, Samuel Moore, notó un cambio: una gran remesa de reales de a 8 había sido enviada recientemente desde Cantón a los Estados Unidos. Más tarde ese mismo año, el presidente Andrew Jackson levantó la prohibición a pedido de Moore.
No se tomaron más medidas hasta el verano de 1834, cuando los funcionarios sugirieron que se prepararan diversos juegos de monedas de prueba como obsequio para los dignatarios asiáticos. Después de examinar los registros de la Casa de Moneda, el personal concluyó incorrectamente que los últimos dólares del Busto Drapeado acuñados estaban fechados en 1804, por lo que eligieron esa fecha para las monedas. Se desconoce por qué no se utilizó la fecha real, pero el historiador numismático R. W. Julian sugiere que las monedas tuvieron fechas anteriores para evitar que los coleccionistas se molestaran cuando no pudieran obtener monedas recién fechadas, las cuales se acuñaron en cantidades muy pequeñas. Se desconoce con precisión cuántos dólares de 1804 se acuñaron, aunque se sabe que existen ocho.

## Diseño

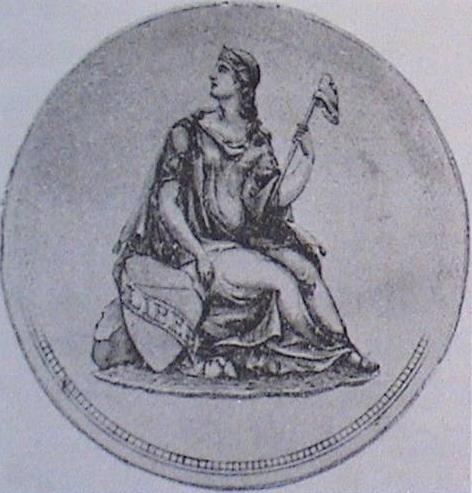
Thomas Sully creó una representación de la Libertad sentada que formaría la base del anverso del dólar de Gobrecht

Posteriormente, en 1835, los funcionarios de la Casa de Moneda comenzaron los preparativos para una serie de monedas de dólares de plata que, a diferencia del dólar de 1804, estaban destinadas a entrar en circulación en pequeñas cantidades con el propósito de determinar si la denominación sería bien recibida por el público. En junio de 1835, Moore renunció a su cargo como director y fue reemplazado por Robert M. Patterson. Poco después, Patterson se comunicó con dos conocidos artistas de Filadelfia, Titian Peale y Thomas Sully, para crear un diseño que sería usado en la mayoría de las monedas estadounidenses que estaban en producción.
El grabador en jefe de la Casa de Moneda, William Kneass, preparó un boceto basado en la concepción de Patterson, pero al poco tiempo sufrió un accidente cerebrovascular que lo dejó parcialmente incapacitado. Tras el accidente de Kneass, los funcionarios del gobierno aprobaron la solicitud urgente de Patterson de que se contratara inmediatamente al medallista de Filadelfia, Christian Gobrecht, para cumplir las funciones de grabador. El director Moore solicitó lo mismo antes de su renuncia, pero no se tomó ninguna medida de inmediato.
Patterson propuso en una carta fechada el 1 de agosto de 1835 que Sully creara una figura de la Libertad sentada para el anverso, sugiriendo que «la figura estuviera en una postura sentada, por ejemplo, sobre una roca». También sugirió que la figura debería sostener en su mano derecha un píleo encima de un poste para ser un «emblema de la libertad». El historiador numismático Don Taxay señaló la similitud entre el concepto de la Libertad sentada de Patterson y los diseños que ya se utilizaban en las monedas de cobre británicas: «Libertad surgió como una Britania renovada, su tridente fue reemplazado por un bastón y un píleo». En la misma carta, Patterson también le informó a Sully de su visión del reverso, que Peale llevó a cabo: «Propongo un águila volando, y elevándose en vuelo en medio de una constelación, irregularmente dispersa, de 24 estrellas que representa el número de los estados que entonces conformaban la Unión, y llevando en sus garras un pergamino con las palabras e pluribus unum».
Patterson prefería un águila en vuelo porque creía que el águila heráldica comúnmente utilizada en las monedas estadounidenses era una «mera criatura imaginaria», y que no era atractiva como diseño. De acuerdo con una historia popular, el águila voladora que se ve en el dólar de Gobrecht se inspiró en Peter, el águila mascota de la Casa de Moneda, que se encontraba disecada después de su muerte al quedar atrapada en una prensa de acuñación, y que permanece en exhibición en la Casa de Moneda hasta nuestros días.

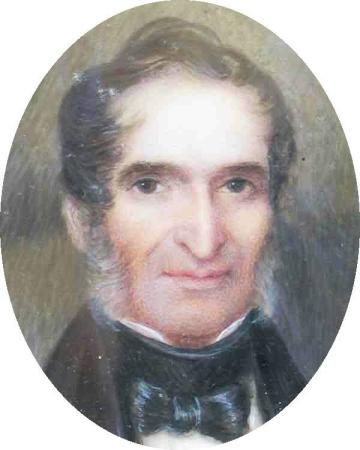
Christian Gobrecht, diseñador del dólar que lleva su nombre

En septiembre de 1835, Thomas Sully recibió de Patterson un conjunto de monedas y medallas británicas para ayudarlo a inspirarse mientras creaba el diseño de la Libertad sentada. A principios de octubre, Sully envió a Patterson tres bocetos en borrador que fueron entregados a Gobrecht, quien a su vez se dispuso a realizar un grabado en cobre del diseño. Gobrecht completó el grabado el 14 de octubre y Patterson presentó las impresiones creadas a partir de este a varios funcionarios del gobierno con el fin de obtener su aprobación. El presidente Jackson, el secretario del Tesoro, Levi Woodbury, y el resto del gabinete aprobaron el diseño.
El 17 de octubre, mientras Jackson y su gabinete estaban revisando el diseño, Woodbury escribió a Patterson otorgando el permiso para continuar con la creación de matrices para las nuevas monedas basadas en las impresiones. En enero de 1836 se llevaron a cabo pruebas en metal blando. Estas piezas luego se distribuyeron entre el público para recibir sugerencias. Patterson luego autorizó la producción de un troquel del anverso en acero, mientras que el reverso aún no se pudo crear porque Peale todavía tenía que completar su diseño a satisfacción de Patterson. Mientras Peale continuaba con su labor, Gobrecht comenzó a trabajar en el diseño de un dólar de oro, que ocupó gran parte de su tiempo. El 9 de abril, Patterson escribió una carta al secretario del Tesoro en la que incluía varios de los dibujos de Peale. Patterson consideró uno de los diseños como el mejor creado hasta la fecha. A pesar de la aprobación del diseño por parte del director, le indicó a Peale que continuara hasta que Patterson estuviera satisfecho. Evidentemente, esto se logró, porque Patterson hizo que Gobrecht comenzara a trabajar en una matriz inversa en junio. En agosto, Patterson envió la acuñación de una cara de la matriz inversa al presidente Jackson, quien aprobó los diseños de ambas caras de la moneda.

## Producción

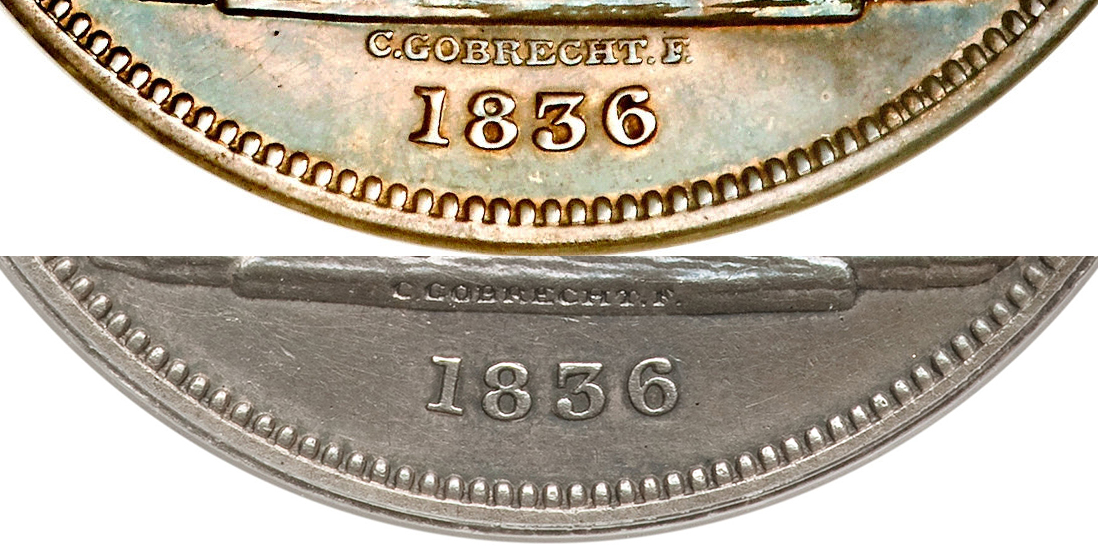
Posición del nombre de Gobrecht en dos diferentes emisiones del dólar

En septiembre de 1836, el jefe de moneda, Adam Eckfeldt, comenzó el grabado de los troqueles que se utilizarían para acuñar las monedas. Sin embargo, antes de que comenzara la producción, Patterson ordenó que el nombre de Gobrecht se agregara al dólar, de esta forma se incluyó el texto «c. gobrecht f» (abreviatura de Christian Gobrecht Fecit, que significa «Christian Gobrecht lo hizo»). El dólar de Gobrecht fue acuñado por primera vez en diciembre de 1836, e inicialmente se produjeron y distribuyeron varias unidades por toda Filadelfia. A pesar de la recepción positiva del diseño general, muchos criticaron la destacada exhibición del nombre de Gobrecht en la moneda, e incluso el mismo Gobrecht solicitó que este texto se eliminara por completo de la cara de la moneda, sin embargo, el grabador recibió instrucciones de cambiar su tamaño y ubicación, a instancias de Patterson.
Cuando comenzó la producción a gran escala, el águila del reverso se encontraba rodeada por 26 estrellas en lugar de 24, como Patterson había solicitado originalmente a Sully, porque los estados de Arkansas y Míchigan habían sido admitidos en la Unión después de que se escribió la carta de Patterson, en 1835. Algunos de los dólares de Gobrecht se emitieron con «alineación de medallas», lo que significa que las imágenes del anverso y el reverso miran hacia arriba cuando se gira la moneda alrededor de su eje vertical. Para la producción de 1837 —que mantuvo la fecha de 1836— Patterson ordenó que las monedas se acuñaran en la alineación de las monedas (las dos caras están en posición vertical cuando la moneda es girada sobre su eje horizontal). Una ley del 18 de enero de 1837 cambió oficialmente el estándar legal para las monedas de plata del 89,2 % al 90 % de plata. El historiador numismático Walter Breen afirma que esas piezas acuñadas antes de la aprobación de dicha ley son técnicamente patrones (monedas creadas para probar su diseño, composición u otros puntos), ya que no fueron autorizadas por el Congreso. En total, se acuñaron mil piezas con fecha de 1836, en 89,2 % de plata, y 600 en 90 % de plata. Los dólares de Gobrecht emitidos antes de la aprobación de la ley pesaban 26,96 gramos (0,951 onzas), mientras que los que se acuñaron más adelante pesaron 26,73 gramos (0,943 onzas).
La continua demanda popular por las nuevas monedas llevó a Woodbury a ponerse en contacto con Patterson, solicitando más dólares de plata. En 1838, se modificó el diseño para eliminar las estrellas del reverso. Durante el ciclo de producción, se acuñaron varios patrones de dólares de Gobrecht, que diferían de las emisiones corrientes. Se acuñó un pequeño número con la fecha de 1838 que no llevaba las iniciales de Gobrecht en ningún lugar. En total, se emitieron 300 dólares de este tipo con fecha de 1839 para su circulación, todos con alineación de medallas. La acuñación de ensayo de Patterson evidentemente había sido un éxito, pues la producción a gran escala del dólar Libertad sentada comenzó en 1840. En este dólar se utilizó un diseño de anverso basado en el del dólar de Gobrecht, aunque el reverso se modificó y en lugar de un águila alzando el vuelo se utilizó un águila heráldica.

## Reacuñaciones

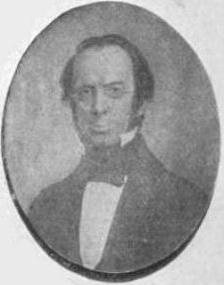
James Ross Snowden creador de reacuñaciones de monedas raras

Después de un incremento en el coleccionismo de monedas por parte del público de mediados del siglo xix, surgió una demanda considerable de monedas estadounidenses más antiguas. El director de la Casa de Moneda, James Ross Snowden, comenzó a vender nuevos dólares de Gobrecht y canjearlos por medallas raras (especialmente aquellas relacionadas con el expresidente George Washington), que luego se agregaron a la National Numismatic Collection, entonces conocida como gabinete de monedas. El dinero recaudado por la venta de las reacuñaciones se destinó a la compra de nuevas piezas para el gabinete de monedas.
Las reemisiones creadas bajo el mandato de Snowden probablemente fueron acuñadas en 1859 y 1860, pero esta práctica fue en gran parte suspendida por causa de un escándalo público: otros empleados de la Casa de Moneda estuvieron emitiendo y vendiendo reacuñaciones de las primeras monedas estadounidenses para su propio beneficio. Todos los dólares de Gobrecht reemitidos, cuando se inclinan sobre su eje, representan una orientación diferente en el vuelo del águila del reverso, en lugar de dirigirse hacia arriba, tal como aparece en las monedas acuñadas durante la producción oficial. Se desconoce por qué se alteró la orientación del águila, aunque muchos numismáticos creen que Snowden hizo esto intencionalmente para hacer que las reacuñaciones se distingan de los originales. El historiador numismático Walter Breen sugiere que el director de la ceca simplemente usó la alineación porque era la misma que la empleada en el centavo de águila voladora, que comenzó a producirse en 1856. El grabador de la ceca James B. Longacre, su diseñador, había tomado prestado el reverso del águila de Gobrecht y Peale para el anverso de la moneda de un centavo.

## Versiones
| KM    | Anverso / Reverso | Año              | Cantidad | Borde    | Anverso                                                  | Reverso                              |
| ----- | ----------------- | ---------------- | -------- | -------- | -------------------------------------------------------- | ------------------------------------ |
| 59.1  |                   | 1836             | 1000     | Plano    | Libertad sentada. Texto «c. gobrecht f.» en la base      | Águila volando en medio de estrellas |
| 59.2  |                   | 1836 Reacuñación | —        | Plano    | Libertad sentada. Texto «c. gobrecht f.» en la base      | Águila volando en campo llano        |
| 59a.1 |                   | 1836             | 600      | Plano    | Libertad sentada. Texto «c. gobrecht f.» en la base      | Águila volando en campo llano        |
| 59a.2 | 1836 Reacuñación  | —                | Estriado |          | Libertad sentada. Texto «c. gobrecht f.» en la base      | Águila volando en campo llano        |
| 59a.3 |                   | 1839             | 300      | Estriado | Libertad sentada, sin el nombre del diseñador en la base | Águila volando en campo llano        |
| 59a.4 | 1839 Reacuñación  | —                |          | Estriado | Libertad sentada, sin el nombre del diseñador en la base | Águila volando en campo llano        |

## Valor numismático
Aunque acuñadas en pequeñas cantidades, todavía existen suficientes piezas para armar series coleccionables completas, y su precio, a diferencia de los dólares del cabello suelto y del busto drapeado, rara vez superan los 100 000 dólares. Un ejemplar de 1839, clasificado Proof 64 por el Professional Coin Grading Service (PCGS), fue vendido a 51 700 dólares el 24 de mayo de 2016, durante una subasta de Stack's Bowers Galleries y Sotheby's. En la misma subasta, una pieza de 1838 clasificada Proof 64 por el PCGS alcanzó los 82 250 dólares. También en 2016, durante otra venta de Stack's, una pieza de 1836 clasificada Proof 65, alcanzó un récord de 129 250 dólares, superando con creces las estimaciones iniciales que la hallaban entre los 70 000 y 100 000 dólares.